# Sleze
Sleze — американская глэм-металлическая группа из Сиэтла, штат Вашингтон, образованная в 1984 году. Группа в основном исполняла каверы и несколько раз изменяла состав. После распада Sleze вокалист Лейн Стэйли стал одним из сооснователей гранж-группы Alice in Chains.

## История
Группа Sleze была основана в 1984 году гитаристами Джонни Баколасом и Золи Семанате, барабанщиком Джеймсом Бергстрёмом и басистом Байроном Хансеном, которые учились вместе в средней школе Shorewood. Название группы происходило от слова «Sleaze» (англ. дешёвка), обозначавшего один из атрибутов глэм-рока.
Однажды на перемене Бергстрём столкнулся с Кеном Элмером, товарищем по школьному оркестру. Элмер знал, что Бергстрём и его группа искали вокалиста, и предложил им прослушать его сводного брата Лейна Стэйли, который в то время носил имя Лейн Элмер. Кен Элмер сказал, что Стэйли играл на барабанах, но «[он] хочет быть певцом». Бергстрём согласился, и Элмер предложил Стэйли попробовать себя в группе. В то же время, мать Стэйли Нэнси МакКаллум утверждает, что её сын колебался по поводу этого предложения и ответил «Ну, я не певец», на что его сводный брат заметил: «В любом случае, почему бы тебе не попробовать?». Стэйли согласился и пришёл на прослушивание домой к Бергстрёму, где в подвале была оборудована репетиционная база
Джонни Баколас в нескольких интервью вспоминал, что он и другие музыканты были «просто поражены» Стэйли. Несмотря на то, что Лейн был «действительно стеснительным, очень робким», когда пел, опустив голову вниз, но «в голосе была его душа». Баколас и трое других музыкантов — Бергстрём, Семанате и Хансен — в один голос согласились, что с самой первой песни, которую они исполнили вместе со Стэйли (это была «Looks That Kill» Mötley Crüe), они поняли, что происходит что-то особенное.
Бёргстрем вспоминал:

Когда он добрался до слов «Now she’s a cool cool black», он действительно вытянул эти ноты. Мы такие: «О боже! Это круто!» […] Итак, у вас было такое чувство: «Вот этот пацан. У него отличный голос. Он крут. Он поёт в нужной тональности. У него хороший диапазон и эмоциональное исполнение, хотя он ещё новичок». Мы знали, что заполучили что-то совершенно особенное, и были типа на небесах, чувак. Мы стали группой.

У Золи Семанате было похожее впечатление о Стэйли: 

У него был действительно высокий голос, вроде Винса Нила. […] Так что я был счастлив». 

Баколас также выразил своё удовлетворение тем, что они нашли Стэйли, сказав: 

У Лейна было своё лицо, и я думаю, что это привлекало больше всего. У него был очень характерный голос. Я не хотел второго Моррисона или Роба Хэлфорда. Мы не искали такого. Я не знаю, что мы искали. Мы просто, типа, сразу нашли [что нужно].

Состав Sleze поменялся несколько раз, прежде чем начались разговоры об изменении названия на «Alice in Chains». Золи Семанате покинул группу первым и был заменён гитаристом Крисом Маркхэмом. Группа продолжала выступать некоторое время впятером, прежде чем Маркхэм и Хансен также ушли, а Джим Шеппард стал басистом группы. В какой-то момент Баколас временно оставил Sleze, чтобы играть в группе Ascendant на басу, и именно бас-гитара в дальнейшем стала его основным инструментом на протяжении всей карьеры. Стэйли пригласил своего друга Ника Поллока в качестве гитариста. В конце концов, Шеппард ушёл в свою старую группу Sanctuary, а Майк Митчелл играл на басу вплоть до возвращения Баколаса.
В 1986 году, вскоре после того, как Баколас присоединился к группе, они сменили название на «Alice N’ Chains». Этому предшествовал разговор между Баколасом и Руссом Клаттом из группы Slaughterhouse Five о том, как стоит назвать пропуск за кулисы. Одной из идеей было использовать название «Добро пожаловать в Страну чудес», которое потом трансформировалось в «Алису в Стране чудес» и, наконец, «Алису в цепях».

## Дальнейшая судьба
Через два дня после ухода из Sleze гитарист Золи Семанате присоединился к панк-рок-группе The Dehumanizers, которая получила широкую известность в Сиэтле в 1986 году после выхода песни «Kill Lou Guzzo». Джим Шеппард продолжал играть на басу с Sanctuary до их распада в 1992 году, после чего с несколькими другими музыкантами этой группы сформировал группу Nevermore.
Что касается последнего состава Sleze — Стэйли, Поллок, Баколас и Берстрём — то они продолжили выступления под названием Alice N' Chains. В 1987 группа распалась, а музыканты сосредоточились на других проектах, наибольшую известность из которых получила гранж-группа Alice in Chains. 